# Euphaedra (Euphaedrana) castanoides
Euphaedra (Euphaedrana) castanoides es una especie de  Lepidoptera, de la familia Nymphalidae,  subfamilia Limenitidinae, tribu Adoliadini, pertenece al género Euphaedra, subgénero (Euphaedrana).

## Subespecies
- Euphaedra (Euphaedrana) castanoides castanoides (Hecq, 1985)
- Euphaedra (Euphaedrana) castanoides gashaka (Hecq, 1996)
- Euphaedra (Euphaedrana) castanoides deficiens (Hecq, 1997)

## Localización
Esta especie y las subespecies de Lepidoptera se encuentran localizadas en Guinea y Nigeria. 